# Pangonius mauritanus
Pangonius mauritanus är en tvåvingeart som först beskrevs av Carl von Linné 1767.  Pangonius mauritanus ingår i släktet Pangonius och familjen bromsar. Inga underarter finns listade i Catalogue of Life.